# Бербери
Берберите (наричани също имазиген, „свободни хора“, ед.ч. амазиг) са етническа група, обитаваща Северозападна Африка и говореща берберски езици от афроазиатското езиково семейство. В Северна Африка има между 14 и 25 милиона говорещи берберски езици (виж оценката на броя говорещи), концентрирани главно в Мароко и Алжир с по-малки общности на изток до Египет и на юг до Буркина Фасо.
Берберските езици образуват клон на афроазиатското езиково семейство, включващ много тясно свързани разновидности, между които кабиле, ташелхит и централноатласки тамазигт.

## Произход
Няма пълна сигурност за произхода на берберите, но различни научни дисциплини са достигнали до определени резултати по въпроса.

### Генетични свидетелства
Въпреки че популационната генетика е млада наука, все още изпълнена със спорове, генетичните данни в най-общ план показват, че повечето северозападни африканци (независимо дали те самите се смятат за бербери или араби) са главно от берберски произход и че в областта са живеели народи прародители на берберите още от късната старокаменна епоха. Генетично доминантните прадеди на берберите изглежда са дошли от Източна Африка, Близкия изток или и двата региона, но подробностите са все още неясни. Все пак значителни части както от берберския генетичен фонд, така и от този на арабизираните бербери, произлиза от по-късна миграция на различни морски, италийски, семитски, германски и черни африкански народи, всички оставили генетични отпечатъци в региона на Магреб (виж история на Магреб).
Y хромозомата се предава изключително по бащина линия. Според Bosch et al. 2001, „историческите извори на северозападно-африканския Y-хромозомен фонд могат да бъдат обобщени, както следва: 75% северозападно-африкански късно-старокаменен (H35, H36 и H38), 13% новокаменен (H58 и H71), 4% исторически европейски генетичен приток (групи IX, H50, H52) и 8% късен черноафрикански (H22 и H28)“. Те идентифицират „75% северозападно-африканската късно-старокаменна“ компонента „като късно-старокаменна колонизация, която вероятно произхожда от Източна Африка“. Това контрастира със 78% генетичен дял на преселници от Западна Азия в населението на Пиренейския полуостров, което подсказва, че северният бряг на Средиземно море с Гибралтарския проток са действали като силна, макар и не съвсем сигурна, бариера между двете популации (Bosch et al, 2001).
Интерпретацията на втория по честота „новокаменен“ хаплотип е спорна: Arredi et al. 2004, както и Semino et al. 2000 и Bosch et al. 2001, твърдят, че хаплогрупата H71 и североафриканското Y-хромозомно разнообразие свидетелстват за „демично навлизане на афроазиатско-езични животновъди от Близкия изток“, докато Nebel et al. 2002 Архив на оригинала от 2013-08-02 в archive.today смятат, че H71 по-скоро отразява „късен генен приток, предизвикан от миграцията на арабски племена през първото хилядолетие на нашата ера“. Bosch et al. също не намират голяма генетична разлика между арабски и берберски-говорещите народи в Северна Африка, което те смятат за аргумент в полза на интерпретацията на арабизирането и ислямизирането на Северозападна Африка, започнали през 7 век като културни феномени без значителни генетични промени. Cruciani et al. 2004 отбелязват, че хаплогрупата E-M81 от Y хромозомата корелира силно с берберските народи.
Митохондриалната ДНК (мтДНК) от друга страна се наследява само по майчина линия. Според Macaulay et al. 1999, „една трета от мтДНК на мозабитските бербери имат близкоизточен произход, като вероятно са донесени в Северна Африка преди около 50 хил. години и една осма произлиза от Черна Африка. Европа изглежда е източник на много от другите секвенции, като останалите идват или от Европа, или от Близкия изток.“ [Maca-Meyer et al. 2003] анализират „автохтонната североафриканска линия U6“, заключавайки, че:
Най-вероятен източник на прото-U6 линията е Близкият изток. Преди около 30 000 години тя се разпространява до Северна Африка, където проказва сигнатура на регионална непрекъснатост. Подгрупата U6a отразява първото африканско разселване от Магреб обратно на Изток през старокаменната епоха. Производния клон U6a1 показва последващо движение от Източна Африка обратно към Магреб и Близкия изток. Тази миграция съвпада с предполагаемата афроазиатска езикова експанзия.
Генетично изследване от Fadhlaoui-Zid et al. 2004 твърди относно определени изключително североафрикански хаплотипове, че „разпространението на тази група линии е станало преди около 10 500 години в Северна Африка и е продължило към съседните народи“ и че очевидно определен северозападно-африкански хаплотип, U6, вероятно произлиза от Близкия изток преди около 30 000 години, но не е запазен добре и се намира в 6 – 8% от южномароканските бербери, 18% при кабилите и 28% при мозабитите. Rando et al. 1998 „откриват предаван по женски път генен приток от Черна Африка към Северозападна Африка“, присъстващ в до 21,5% от мтДНК секвенциите в извадка от северозападноафрикански обитатели. Покритието варира от 82% (при туарегите) до 4% (при рифяните). Този северно-южен градиент в приноса на Черна Сахара към генния фонд е подкрепен от Esteban et al.

### Археологически
Новокаменната Капсийска култура се появява в Северна Африка около 9500 пр.н.е. и вероятно съществува до 2700 пр.н.е. Лингвистите, както и популационните генетици определят тази култура като вероятен период на разпространение на афроазиатския език (прародител на съвременните берберски езици) в региона. Произходът на Капсийската култура обаче е археологически неясен. Някои разглеждат хората от тази култура просто като продължители на по-ранната среднокаменна Иберо-маврузийска култура, която се зародила около 22 000 години пр.н.е., а други смятат, че има смяна на населението. Първото мнение изглежда се потвърждава от зъбни находки.

### Езикови
Берберските езици са клон от афроазиатското езиково семейство, т.е. те произлизат от прото-афроазиатския език. На база лингвистичната теория за миграцията най-широко прието от историческите езиковеди (по-специално Игор Дяконов и Кристофър Ерет) е, че той произхожда от Източна Африка не по-рано от преди 12 000 години, въпреки че Александър Милитарьов твърди, че той произхожда от Близкия изток. Ерет по-точно предлага да се идентифицира Капсийската култура с хора, говорещи езици, които са прародители на берберския и/или чадските езици и смята, че Капсийската култура е донесена от африканския бряг на Червено море. Все още се спори кои клонове на афроазиатския са най-близки до берберския, но повечето езиковеди приемат поне една от семитската и чадската група за негов най-близък сродник в семейството (вижте Афроазиатски езици#История на класификацията).
Разновидността нобин на нубийския съдържа няколко заемки от берберски, според Беххаус-Герст, което подсказва минало географско разпределение, достигащо по-далеч на Югоизток от сега.

## Фенотипигенотиппо региони
Външният вид и генетичната картина на берберите се изследват най-добре заедно с тези на техните арабскоезични събратя от Северна Африка. С тях те имат общ преобладаващо берберски произход.

### Северозападноафриканци от крайбрежието
Около 75% от северозападноафриканците живеят по крайбрежието. Берберски групи като рифяни и кабили имат най-малко примеси от Черна Африка (~2%) и най-висок дял на примесите от Европа (~15%). Арабскоезичните групи имат общо 7% черноафрикански примес. Берберските групи в тази зона включват:
- кабили,
- чауи,
- рифяни,
- амазиги,
- ченуа.

### Северозападноафриканци от вътрешността
Около 20% от северозападноафриканците живеят между Атласките планини и Сахара. Те имат средно голям черноафрикански примес (~20%) и включват:
- мозабити,
- шлеухи.

### Югозападноафриканци от Сахара
Около 5% от северозападноафриканците обитават Сахара. Те имат най-висок западноафрикански примес, понякога достигащ 80 – 90% при туарегите. Те включват:
- туареги,
- сахарски бербери, оазисни бербери.

## Религии и вярвания
Берберите са преобладаващо мюсюлмани сунити, като повечето се причисляват към малики мадхаба, докато мозабитите, джерба и нафузи от Северна Сахара са ибади мюсюлмани. В западните части има много суфистки тарики (ордени), а на изток те се срещат по-рядко. На повечето места култовете към марабу са традиционно важни.
Преди възприемането на исляма, много бербери са изповядвали християнство (често донатизъм) или юдаизъм, докато други продължавали да практикуват традиционното многобожие. Под влияние на ислямската култура за кратки периоди възникват някои синкретични религии, като например между бергуата, но те бързо са заменени от исляма.
Сред някои берберски общности в Алжир и Мароко интензивно се разпространява християнството, предимно Петдесятничеството.

## История
Берберите са живели в Северна Африка между Западен Египет и Атлантическия океан от толкова отдавна, отколкото въобще могат да се намерят някакви свидетелства за обитателите на тези земи. Те често са споменавани в древни египетски, гръцки и римски източници. Берберски групи са споменати за първи път писмено от древните египтяни по време на додинастичния период, а по-късно по време на Новото царство египтяните се бият с племената мешвеш и лебу (либийци) по западните си граници. Много египтолози мислят, че от около 945 г. пр.н.е. египтяните са били управлявани от мешвеш имигранти, които основали Двадесет и втората династия на Шошенк I, слагайки начало на дълъг период не берберско управление в Египет. Други изследователи приемат, че произходът на тези династии е друг, например нубийски. Те остават задълго основно население на западната пустиня – византийски хронисти често се оплакват от мазики (амазиги), нападащи отдалечени манастири в онези земи.
В продължение на много векове берберите обитават брега на Северна Африка от Египет до Атлантическия океан. През времето крайбрежните райони на Северна Африка са видели дълга поредица от завоеватели и колонизатори, между които финикийци (основатели на Картаген), гърци (основно в Либия), римляни, вандали и алани, византийци, араби, османци, французи и испанци. Повечето, ако не всички, нашественици са оставили някакъв отпечатък върху съвременните бербери, както са направили и робите, довеждани от цяла Европа (някои оценяват броя на европейците, доведени в Северна Африка през османския период, на 1,25 милиона), а Черна Африка също е оставила следи в местното население.
В исторически времена берберите се разпръскват на юг в Сахара (изтласквайки черноафрикански народи като азер и бафур), и от своя страна са предимно културно асимилирани в по-голямата част от Северна Африка от арабите, особено след нашествието на бану хилал през 11 век.
Областите от Северна Африка, които са запазили берберския език и традиции, са най-общо тези, които до най-малка степен са били под чуждо управление – в частност високите части на Кабилия и Мароко, повечето от които дори в римски и османски времена остават до голяма степен независими и където финикийците и наследилите ги пуни никога не навлизат по-далеч от бреговата зона. Дори и тези райони обаче са повлияни от някои от многото нашествия в Северна Африка, най-неотдавнашно от които е това на французите. Друг важен източник на чуждо влияние, особено в Сахара, е транссахарската търговия със Западна Африка.

### Берберите и мюсюлманското нашествие
За разлика от предишните нашествия на различни религии и култури, идването на исляма, разпространяван от арабите, има проникващ дълбоко и дълготраен ефект върху Магреб. Новата вяра в различните си форми прониква в почти всички сегменти на обществото, носейки със себе си армии, учени хора и ревностни мистици, и до голяма степен замествайки племенните практики и преданости с нови социални норми и политически идиоми.
Въпреки всичко това, ислямизацията и арабизацията на района са дълъг и сложен процес. Докато берберите номади бързо се конвертират и помагат на арабските завоеватели, християнските и юдаистките общности се маргинализират напълно едва през 12 век при алмохадската династия.
Първите арабски военни експедиции в Магреб между 642 и 669 г. довеждат до разпространението на исляма. Тези ранни набези, базирани в Египет, стават по местна инициатива, а не по заповед на централния халифат. Когато седалището на халифата се премества от Медина в Дамаск обаче, омаядите (мюсюлманска династия, управлявала от 661 до 750 г.) признават стратегическата необходимост от господство в Средиземноморието и нареждат съгласувани военни операции по североафриканския бряг. Затова през 670 г. арабска армия под предводителството на Укба ибн Нафи основава град Ал-Кайрауан около 160 km южно от днешен Тунис и го използва за база за по-нататъшни операции.
Абу ал-Мухаджир Динар, наследникът на Укба, настъпва на Запад в днешен Алжир и накрая постига временно споразумение с Кусайла, водача на обширна конфедерация на бербери християни. Кусайла, чиято база е Тилимсан (Тлемсен), приема исляма и мести седалището си в Такируан, близо до Ал Кайрауан.
Тази хармония обаче продължава кратко. Арабски и берберски войски контролират района до 697 г. До 711 г. омаядските войски, подпомагани от конвертирани към исляма бербери, завладяват цяла Северна Африка. Управители, назначени от омаядските халифи, управляват от Ал Кайрауан, столица на новия вилает (провинция) Ифрикия, която обхваща Триполитания (западната част на днешна Либия), Тунис и източен Алжир.
Парадоксално, разпространението на исляма сред берберите не осигурява тяхната подкрепа за доминирания от арабите халифат. Властващите араби отчуждават берберите, като им налагат тежки данъци, отнасят се с конвертираните като с второкласни мюсюлмани и, което е най-лошо – заробват ги. Вследствие на това широко разпространеното негодувание приема формата на открито въстание през 739 – 40 г. под знамената на хариджитския ислям. Хариджитите се противопоставят на Али, четвъртият халиф, който сключва мир с Омаядите през 657 г., и напускат лагера му (хариджи означава „тези, които си отиват“). Хариджитите са се борили с омаядското управление на Изток и много бербери са привлечени от егалитарните предписания на сектата. Например, според хариджизма, всеки подходящ мюсюлманин, който се кандидатира, може да бъде избран за халиф без разлика на раса, звание или произход от пророка Мохамед.
След бунта хариджитите основават няколко теократични племенни царства, повечето от които имат кратки и неспокойни истории. Други обаче, като Сиджилмаса и Тилимсан, които са на основни търговски пътища, излизат по-жизнеспособни и процъфтяват. През 750 г. абасидите, наследници на Омаядите като мюсюлмански владетели, местят халифата в Багдад и възстановяват властта на халифата в Ифрикия, назначавайки Ибрахим ибн ал-Аглаб за управител в Ал Кайрауан. Въпреки че формално служи на халифа, ал-Аглаб и неговите наследници аглабидите, управляват независимо до 909 г., стоейки начело на двор, който става център за наука и култура.
Непосредствено на Запад от аглабидските земи, Абд ар Рахман ибн Рустам властва над по-голямата част на Централен Магреб до Тахерт, югоизточно от Алжир. Владетелите на Рустамидския имамат, който съществувал от 761 до 909 г., всички ибади хариджит имами, са избирани от изтъкнатите граждани. Имамите си спечелват репутация на честност, благочестие и справедливост. Дворът в Тахерт е известен с подкрепата си на изучаването на математика, астрономия и астрология, а също така на теология и право. Имамите рустамиди обаче не успяват, умишлено или поради небрежност, да организират сигурна постоянна войска. Този важен фактор, придружен от окончателния упадък на династията в декадентство, води до падане на Тахерт след нападението на фатимидите.

### Бербери вАл-Андалус
Мюсюлманите, които навлизат на Пиренейския полуостров през 711 г. са главно бербери, араби и черни африканци и са предвождани от арабо-бербер, Тарик ибн Зияд, под сюзеренството на арабския халиф на Дамаск Абд ал-Малик и неговия североафрикански вицекрал Муса ибн Нусайр. През 712 г. пристига втора смесена армия от араби и бербери под предводителството на самия Ибн Нусайр. Първоначално берберите се заселват в Кантабрийските възвишения, Централната система и Андалуските планини. В йерархията на властта те се намират между арабската аристокрация и масите мувалади. Етническите съперничества са били един от факторите в андалуската политика.
Смята се, че берберите са между 50 и 60% от мюсюлманското население на Иберия и най-вероятно след падането на Омаядите в Дамаск те оказват помощ на омаядския халиф Абд ар-Рахман II в Ал-Андалус, защото неговата майка е била берберка. През епохата на тайфите, дребните властели произхождат от различни етнически групи. Някои, например зиридските емири на Гранада, както и владетелите на Толедо, Бадахос, Малага, са от арабо-берберски произход. Тайфисткият период завършва, когато една арабо-берберска династия – Алморавидите от сегашните Западна Сахара и Мавритания, превземат Ал-Андалус. Те са наследени от Алмохадската династия от Мароко, по чието време Ал-Андалус процъфтява.

### Берберите в наши дни
Днес бербери живеят главно в Мароко (между 35 и 80% от населението) и Алжир (между 15 и 33% от населението), както и в Либия (между 3 и 5% от населението) и Тунис (между 1 и 2% от населението), макар че няма точни статистики. Повечето североафриканци, които се смятат за араби, имат също значително смесено арабско и берберско потекло. Известни берберски групи са кабилите в Северен Алжир, които са около 4 милиона и са запазили до голяма степен оригиналния си език и култура, и шлеух (френско множествено число на арабското „шалх“ и ташелхитското „ašəlḥi“) от Южно Мароко, на брой около 8 милиона. Други групи са рифяните в Северно Мароко, шауи от Алжир и туарегите от Сахара. В Европа има около 3 милиона берберски имигранти, главно рифяни и кабили в Холандия и Франция. Една част от обитателите на Канарските острови произлизат от местни гуанчи, за които обикновено се смята, че са били бербери, от които идват някои обичаи на Канарските острови, например яденето на гофио.
Макар че на Запад е разпространен стереотипа за берберите като номади, повечето от тях всъщност традиционно са земеделци, живеещи в планините, сравнително близки до средиземноморския бряг, или обитатели на оазиси. Туарегите и зенага от Южна Сахара обаче са номади. Някои групи като шауи практикуват животновъдство със смяна на пасищата.
През последните десетилетия между някои берберски групи (особено кабилите) и североафриканските правителства е имало политически напрежения, отчасти заради езикови и културни противоречия. Например в Мароко даването на берберски имена на децата било забранено и т.н.

## Арабизация на Северозападна Африка
Преди 9 век по-голямата част от Северозападна Африка е била бербероезична. Процесът на арабизация става сериозен фактор едва след идването на бану хилал, племе, изпратено от Фатимидите от Египет, за да накаже берберската зиридска династия за отказа ѝ от шиизма. Бану хилал ограничават властта на зиридите до няколко крайбрежни града и превземат повечето от равнините. Навлизането им е важен фактор в арабизацията на региона и в разпространението на номадството в райони, където преди е преобладавало земеделието.
Скоро след независимостта си, държавите от Северна Африка установяват арабския език за свой официален език на мястото на френския (освен в Либия), въпреки че преминаването от френски към арабски за официални цели в берберските райони все още не е завършило. Като резултат повечето бербери трябва да учат и знаят арабски и нямат възможност да използват майчиния си език в училище или в университета. Това може би е ускорило съществуващия процес на арабизация на берберите особено в двуезични области, например сред шауи.
Берберизмът се появява още преди независимостта, но е бил ограничен само между част от берберския елит. Той започва да се разпространява след като североафриканските страни заменят колониалния език с арабски и се идентифицират изключително като арабски нации, омаловажавайки или игнорирайки съществуването и културните особености на берберите. Разпределението обаче остава твърде неравномерно. В отговор на исканията, Мароко и Алжир променят политиката си, като Алжир се преопределя конституционно като „арабска, берберска и мюсюлманска нация“.
Понастоящем берберският е „национален“ език в Алжир и се преподава в някои бербероезични области като незадължителен език. В Мароко берберският няма официален статус, но се преподава като задължителен език, независимо от етноса или областта.
Берберите не са дискриминирани на основа етнос или език. Стига да подкрепят управляващата идеология, те могат да достигнат високи позиции в обществената йерархия. Добри примери за това са бившият президент на Алжир Лиамин Зеруал и сегашният министър-председател на Мароко Дрис Джету. В Алжир, освен това, по исторически причини шауи берберите имат непропорционално високо участие в армията.
Берберистите, които показват открито политическите си предпочитания рядко стигат до високи позиции. Халида Туми обаче, феминистка и берберистка активистка, е била назначена за министър на комуникациита в Алжир.